# Blackburneus saylorea
Blackburneus saylorea är en skalbaggsart som beskrevs av Robinson 1940. Blackburneus saylorea ingår i släktet Blackburneus och familjen Aphodiidae. Inga underarter finns listade.